# Малая Людвиновка
Малая Людвиновка (бел. Малая Людзвінаўка) — деревня в Давыдовском сельсовете Светлогорского района Гомельской области Республики Беларусь.

## География

### Расположение
В 22 км на юго-запад от Светлогорска, 6 км от железнодорожной платформы Узнаж (на линии Жлобин — Калинковичи), 119 км от Гомеля.

### Гидрография
На востоке мелиоративные каналы, соединённые с рекой Сведь (приток реки Березины).

## Транспортная сеть
Автодорога связывает деревню со Светлогорском и Паричами. Планировка состоит из прямолинейной меридиональной улицы, застройка двусторонняя, деревянная, усадебного типа.

## История
Согласно письменным источникам известна с XVIII века как селение в Мозырском повете Минского воеводства Великого княжества Литовского. В 1737 году в составе поместья Липов, во владении Горватов.
После 2-го раздела Речи Посполитой (1793 год) в составе Российской империи. Согласно переписи 1897 года в Карповичской волости Речицкого уезда Минской губернии. Рядом находилась усадьба Людвиновка.
В 1929 году жители вступили в колхоз. В 1962 году к деревне присоединён посёлок Новый Быт.

## Население

### Численность
- 2004 год — 42 хозяйства, 71 житель

### Динамика
- 1897 год — 12 дворов, 127 жителей (согласно переписи)
- 1959 год — 156 жителей (согласно переписи)
- 2004 год — 42 хозяйства, 71 житель